# 炭焼きレストランさわやか
炭焼きレストランさわやか（すみやきレストランさわやか）は、静岡県内にチェーン店を展開するステーキ・ハンバーグレストランである。単にさわやかと呼ばれることが多い。

## 概要
2020年（令和2年）6月時点では伊豆半島を除く静岡県全域（西端は湖西市、東端は御殿場市）に計34のチェーン店を展開している。看板メニューの「げんこつハンバーグ」などが人気を集め、静岡県内外から多くの客が訪れている。
特に浜松市には12店舗あり、遠州地方における代表的な地場ファミリーレストランチェーンとなっている。県西部では歴史の長さなどから、「子どものお祝いはさわやかで開く」という声があるという。「県民のソウルフード」とも評される。
大半が郊外にあるロードサイド型店舗であるが、函南店（大場駅）、御殿場インター店（御殿場駅）、新静岡セノバ店（新静岡駅、静岡駅）、掛川本店（西掛川駅）、藤枝築地店（西焼津駅）、浜松篠ケ瀬店（天竜川駅）、浜松遠鉄店（新浜松駅、浜松駅）、浜松高塚店（高塚駅）の8店は駅徒歩圏内もしくは駅ビルにあり、これら各店は遠方からの利用も多い。
店舗スタイルは、「ふるさと」をイメージした木造の店舗で、店内には「まつり」をイメージしたテントを張り巡らせ、炭焼きの作りたて料理は「おふくろの味」をイメージしている。社名の「さわやか」は味だけでなく、客へのサービス面でも母親が赤ちゃんに対して注ぐ愛情と同様にこだわりを持つという企業理念に基づいている。
ハンバーグは赤身が残っていることが特徴で、材料である牛肉の鮮度および品質を保持するため、出店範囲を静岡県内に限定している。袋井市の本社工場から店舗に仕入れた肉はその日のうちに使い切ることが原則となっているが、これは工場から直送できる距離に限界があるためだという。静岡県東部や県外からも出店を求める声が多く上がっており、2022年時点では会社側も将来的な県外進出は「あると思う」としつつ、課題が多いため出店時期は明言できないとしていた。創業者である富田重之は店舗拡大に慎重な理由として、食材の配送という面では愛知県名古屋市や静岡県東部まで可能ではあるが、店舗拡大より顧客が「また来たい」と思えるような基準を満たせる人材の育成・確保が最優先であること、また店長を任せられる人材の育成に時間がかかり、その人数の少なさから無理な出店はできないということを述べている。なお2024年、社長の富田玲は1店舗あたり平均50人以上のスタッフが必要であり、店舗拡大には限界があると述べた上で、県外進出の可能性を示唆する報道があった際には県外からの出店を求める声が上がった一方、県内外から「静岡から出なくていい」という意見が多数寄せられ、「静岡に行かなければ食べられない」という点に価値を見出したことから、現時点では県外進出は考えていないと述べている。2024年では「さわやか」は「静岡グルメの代名詞の一つ」とされており、また、静岡空港から入国する訪日客もレンタカーを利用して「さわやか」のハンバーグや魚市場の海鮮品を賞味する傾向が強いという。
磐田市出身の長澤まさみが2007年（平成19年）5月に出演したテレビ番組で「げんこつハンバーグが一番おいしく、さわやかになって帰れる」と紹介したことがきっかけで、県外での知名度が向上した。また牧之原市出身のプロ野球選手である村松開人は、好物としてさわやかのハンバーグを挙げている。
シンボルマークは「爽」の漢字にある4つの「×」を「人」の字に変えたもので、「人が集まって大きくなる」の意味が込められている。

## 歴史

### 喫茶店として開業
設立当初はレストランだけでなく、各種観光事業の展開を考えていたことから「グリーン観光」の社名を用いていた。
1977年（昭和52年）7月に小笠郡菊川町（現：菊川市）に一号店「コーヒーショップさわやか」を出店。以後遠州を中心に店舗を展開、1988年（昭和63年）6月の浜松和合店（浜松市）出店に伴い本部を同店に移転した。
創業から1990年（平成2年）時点ごろまでは、うなぎの老舗から授かったタレを用いたカツ鍋、紀州の最高級備長炭を用いて焼く牛肉100%のハンバーグ、厳選した牛肉のステーキといった3つのメニューを看板商品としていた。また1988年の6号店までは店名に「レストラン」を用いていなかったが、これは「レストラン」と名付けた県西部の店舗で客入りが少なく、撤退するところが多かったためだという。

### ハンバーグ中心のファミリーレストランに業態変更
その後、ハンバーグの人気が高かったため1989年（平成元年）8月に店名を現在の名称「炭焼きレストランさわやか」に変更し、1992年（平成4年）には県西部以外では初出店となる藤枝本店（藤枝市志太）を開店した。一方でバブル崩壊直後には10%前後の売上高ダウンを強いられ、富田曰く「創業以来初めてのピンチ」を迎えていたが、その時に届いた客からの「昔は夢のある楽しい店だったが最近は変わってしまった。もう一度夢のある楽しい店を作って下さい」という手紙と、1993年（平成5年）に富田が行ったアメリカ合衆国視察がきっかけに、メニューを増やさず主力商品の「げんこつハンバーグ」をさらに伸ばしていく戦略に転換した。富田はこの手紙を「天使からの手紙」と呼んでいた。
1998年（平成10年）12月時点では県西部を中心に11店舗を展開し、同月期で31億円の売上高を見込んでいたところ、1999年（平成11年）には藤枝市・浜松市などに3店舗を出店した。このころは県中部の店舗拡充を課題としており、2000年中に45店舗、年商45億円体制の構築を目指していた。一方で1998年12月期に既存店ベースの売上高が減少していたことから、通常のメニューで通す戦略に富田が限界を感じたため、1999年7月からは時間帯別の新メニューを導入（主婦や営業職の多いランチタイムや、若者が多く来店する22時以降にメニュー価格を安くするなど）したり、それまで木曜日を定休日としていたのを年中無休に切り替えたりするなど、客のニーズを最優先する体制を構築した。

### 県央・東部に進出
2002年（平成14年）6月11日には静岡市の静岡IC（東名高速道路）付近に出店し、静岡市初進出を果たす。同年7月には県東部の富士市に1店舗を、11月には静岡市池田に1店舗をそれぞれ新規出店し、2003年（平成15年）6月3日には島田市に新規出店した。2002年時点では今後10年ほどで県内を中心に、総店舗数で70店舗体制を目標としていた。2003年末にはアメリカでBSE問題が発生したが、さわやかはオーストラリア産の牛肉を使っていたため、大きな影響はなかった。
2004年（平成16年）7月には袋井市の本部総合センター（後述）用地に本社工場を新設した。出店1号店である菊川本店は2006年（平成18年）6月に閉店し、翌月（同年7月）に移転・新築オープンした。2019年（令和元年）12月11日には袋井市宇刈の本社工場敷地内に本部機能・研修機能を一元化した「本部総合センター」を完成させ、本社を同センターへ移転した。
2017年（平成29年）12月には富田の娘の夫である富田玲 （あきら）が社長に就任し、富田は会長に就任した。

### 人気が沸騰し「約11時間待ち」を記録
2024年（令和6年）時点で東京に近い静岡県東部の店舗などは待ち時間が数時間におよぶことが常態化している。
御殿場インター店（御殿場市 / 東名高速道路・御殿場IC付近）は、東京圏からのアクセスが良いことから、特に入客が多く、『しらべぇ』（博報堂DYホールディングス）の取材によれば、2019年（令和元年）のゴールデンウィーク（5月1日・2日）には最高で520分（8時間40分）待ちを記録した。
さらに、2020年6月1日には同市内に開業した御殿場プレミアムアウトレット店（御殿場プレミアム・アウトレット内）では13時頃には当日の受付が終了し、待ち時間が表示されなくなる事態が頻繁に発生するようになる。2024年正月三が日の1月2日には「651分（10時間51分）・299組待ち」という異様な記録を残している。
また、最西端の店舗である湖西浜名湖店（湖西市）（新居湖西店を浜名湖近くに移転して2022年7月にリニューアルオープン）は、近接している豊橋市や豊川市等愛知県からの来店が多い。

### テイクアウトや配膳ロボットの非導入方針
2020年（令和2年）、新型コロナウイルス感染症拡大防止のため4月18日から5月6日までの全店休業を決定。その後、静岡県内の各自治体から「レストランに対する休業要請」が出されたことに伴い休業を延長してきた。要請の解除と県内情勢を踏まえ、5月21日から28店舗の営業を再開した。県外からの来客も多いが、2020年（令和2年）6月時点では県外への進出予定はなく、駿河・伊豆地区を中心に出店を進めている。
「緊急事態宣言」期に他店がこぞって力を入れたテイクアウトを一切実施していない。これは「モノではなく体験を提供しているから」という理念に基づいての判断である。また、同様の理由から、飲食業界で人手不足対策として導入が進んでいる配膳ロボットや注文用のタッチパネルも導入していない。
ハンバーグやソースの販売も一切行っていないが、2020年代に入ると大手を含む他社から明らかに当社ハンバーグを意識した類似品が多数出される状況になっており、さわやかでは「当社とは関係ない」「当社レストランでしか食べられない」旨の注意喚起を行っている。

### 火災からの再建、原材料高騰など
2020年11月1日、静岡インター店で火災が発生。原因は、調理スタッフがこぼした油に引火してダクトに燃え広がったことであった。全焼した店舗は再建され、翌2021年（令和3年）5月31日にリニューアルオープンした。富田玲は同店について、火災後に閉店も検討したが、客から再開を求める電話やメールが相次いだことを受けて再建に踏み切ったと述べている。
2024年（令和6年）3月12日に創業者の富田重之が死去し、同月14日は全店で服喪休業した。
2024年（令和6年）6月3日、同年9月から従業員の待遇向上や人材の確保などを理由として、毎週木曜日（祝日を除く）を定休日にすると共に営業時間も開店時間は15分、閉店時間（オーダーストップも同様）は1時間、それぞれ前倒しをすることを発表。また、同年10月からは原材料費の高騰を理由として、「げんこつハンバーグ」並びに「おにぎりハンバーグ」の価格改定を行うことも明らかにした。週1日定休制導入は25年ぶりで、富田玲は同年、現時点では商品やサービスの品質の均一化が最大の課題であり、そのためには十分なスタッフを揃える必要があることから、労働環境を整えるための策として木曜定休を復活させたと述べている。

## 主なメニュー

### げんこつハンバーグ

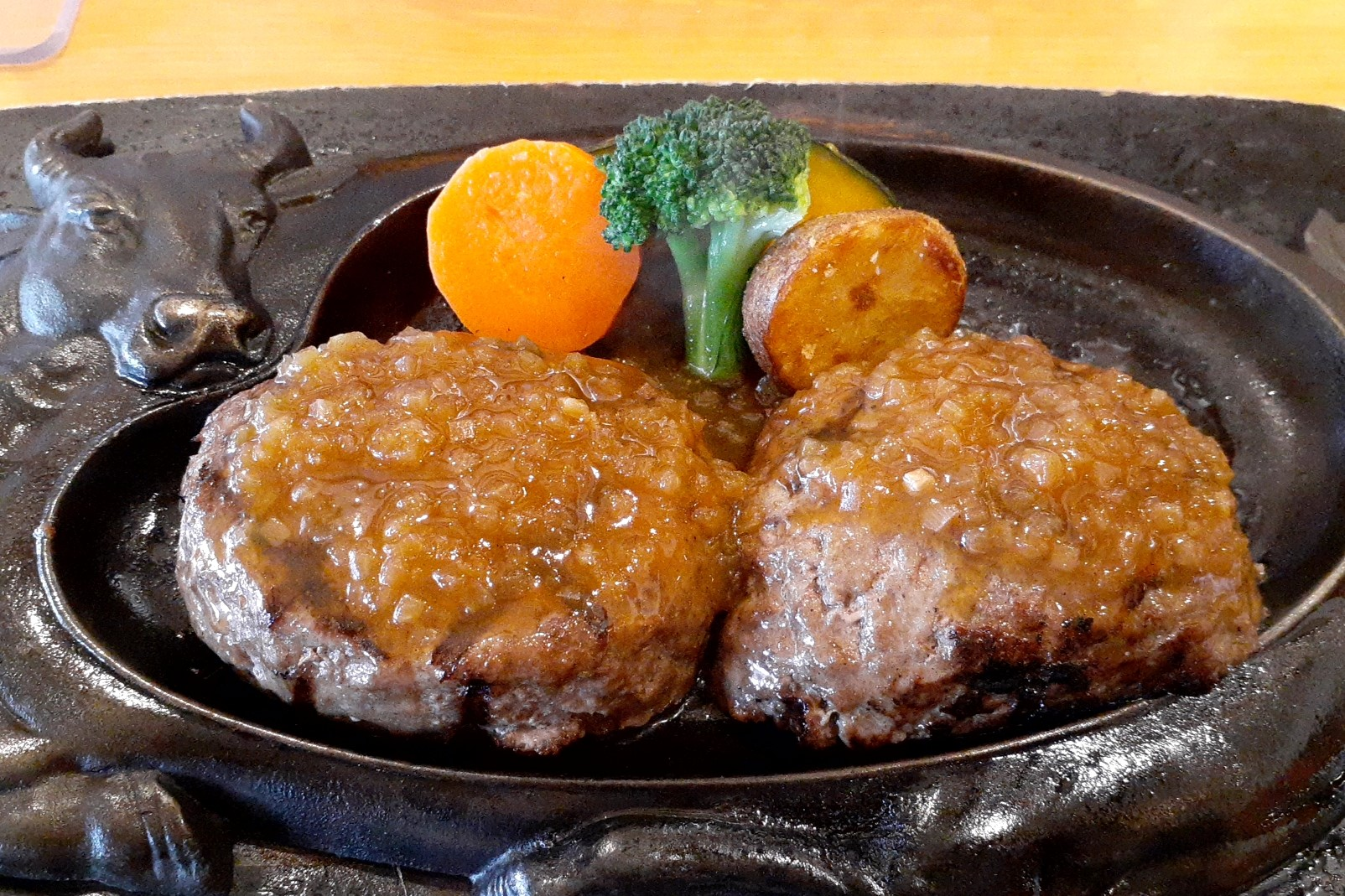
オニオンソースがかかったげんこつハンバーグ

本店の名物メニュー。厨房で牛肉100%（オーストラリア産）の挽肉（250g）を備長炭によって焼き上げ、熱した鉄板に乗せて客席に運ばれる（この時点では中身はレア状態）。客席で店の認定を受けたスタッフがハンバーグを縦半分に切り分け、適度な焼き加減になったところでオニオンソースかデミグラソースをかけて付け合わせとともに提供される。
げんこつハンバーグよりも少し小さい200gの肉を使った「おにぎりハンバーグ」も提供されている。「げんこつ」は「父からの愛情（鉄拳制裁）」、「おにぎり」は「母からの愛情（手料理）」に由来する。